# Grabmal des unbekannten Soldaten
Ein Grabmal des unbekannten Soldaten ist eine besondere Form des Kriegerdenkmals, das an die nicht namentlich identifizierbaren gefallenen Soldaten eines bestimmten Krieges oder überhaupt aller Kriege erinnert. In vielen Kriegen vergangener Zeiten, besonders aber in den Grabenkriegen des Ersten Weltkriegs, wurden die gefallenen Soldaten anonym in Massengräbern bestattet.
Im übertragenen Sinn steht das Grabmal des unbekannten Soldaten nicht nur für die anonym an einem unbekannten Ort gefallenen Soldaten, sondern stellvertretend für das Grabmal jedes Soldaten, der im Krieg fiel oder an seinen kriegsbedingten Verwundungen starb, und ist oft ein symbolisches Kenotaph (leeres Grab).

## Algerien
Das Denkmal des unbekannten Soldaten Algeriens befindet sich in der Hafenstadt Bejaia.

## Australien

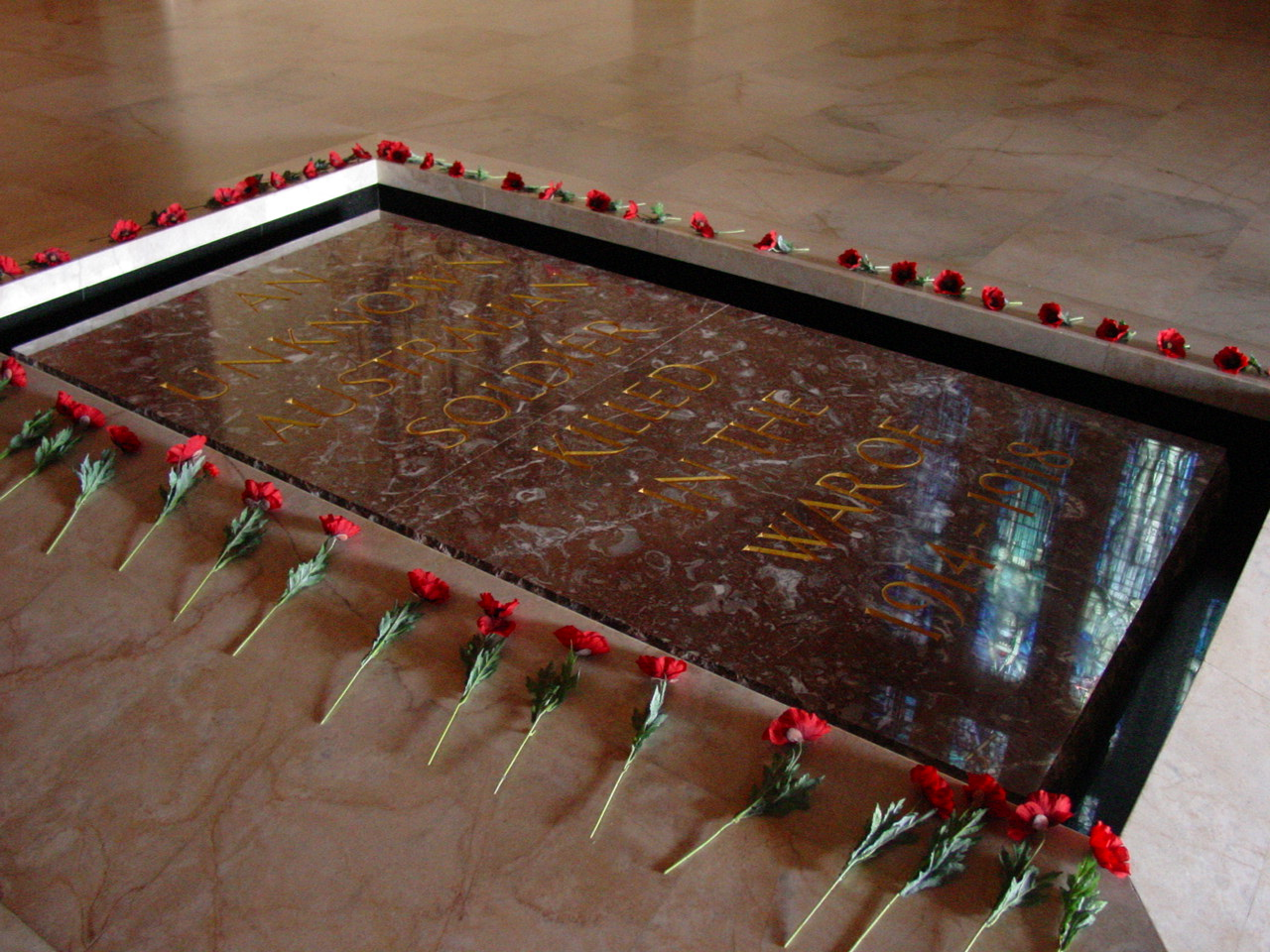
Grabmal des Unbekannten Soldaten in Canberra

Seit dem 11. November 1993 hat auch Australien ein Grab des Unbekannten Soldaten. Es befindet sich in der Hall of Memory im Australian War Memorial in Canberra.

## Bulgarien

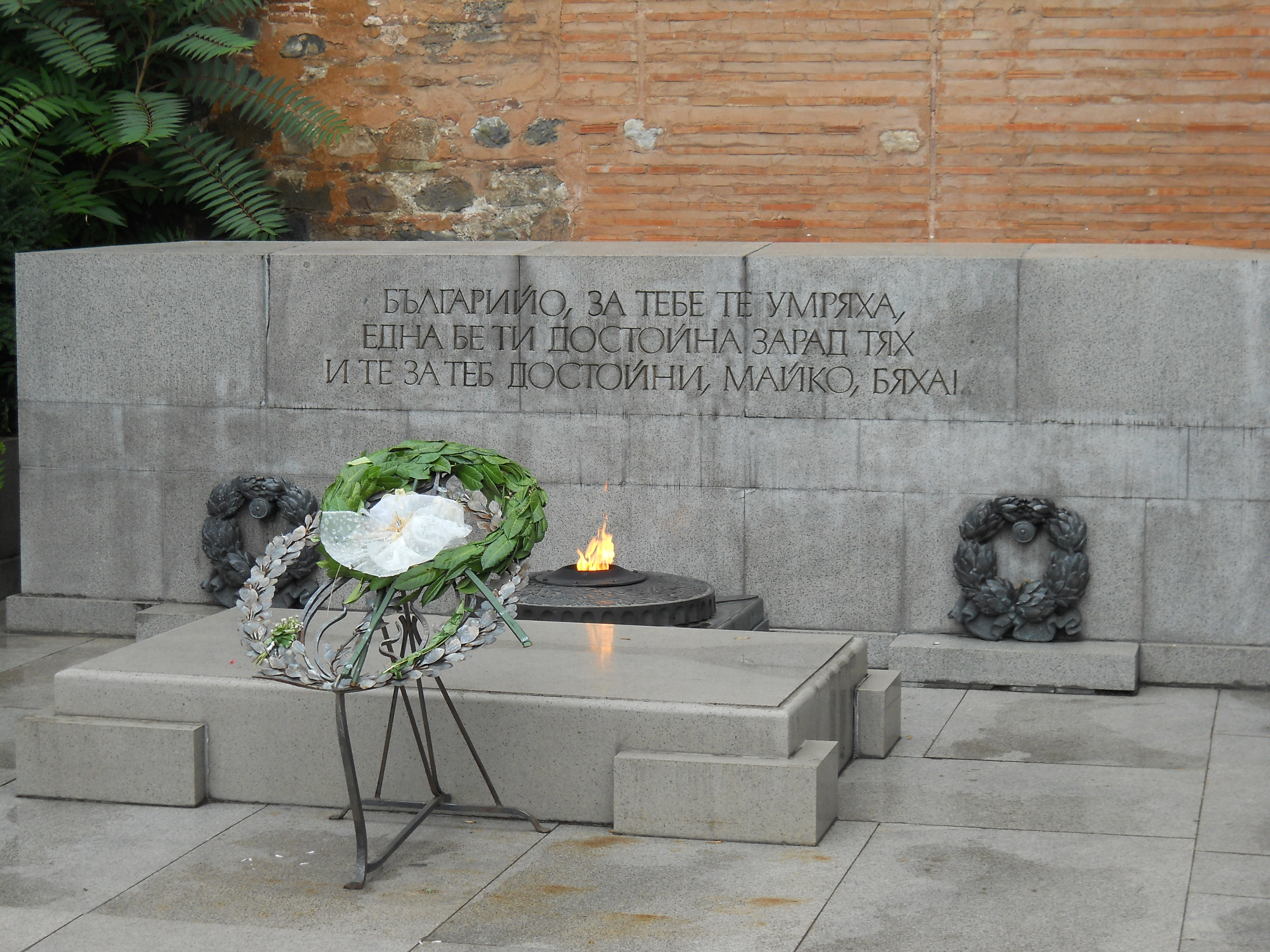
Grabmal des unbekannten Soldaten in Sofia

Das Grabmal des unbekannten Soldaten in Sofia befindet sich in unmittelbarer Nähe der Alexander-Newski-Kathedrale. Am Eingang steht die Skulptur eines Löwen, vor dem Denkmal brennt eine ewige Flamme. Im Stein sind die ersten drei Zeilen des Gedichtes "Das neue Grab bei Sliwnitza" des Poeten Iwan Wasow eingemeißelt:

„БЪЛГАРИЙО, ЗА ТЕБЕ ТЕ УМРЯХА,
ЕДНА БЕ ТИ ДОСТОЙНА ЗАРАД ТЯХ
И ТЕ ЗА ТЕБ ДОСТОЙНИ, МАЙКО, БЯХА!“

In Deutsch:

„Oh Bulgarien, für dich sie starben,
du einzig für sie würdig warst,
und sie für dich, oh Mutter, waren!“

## Deutschland

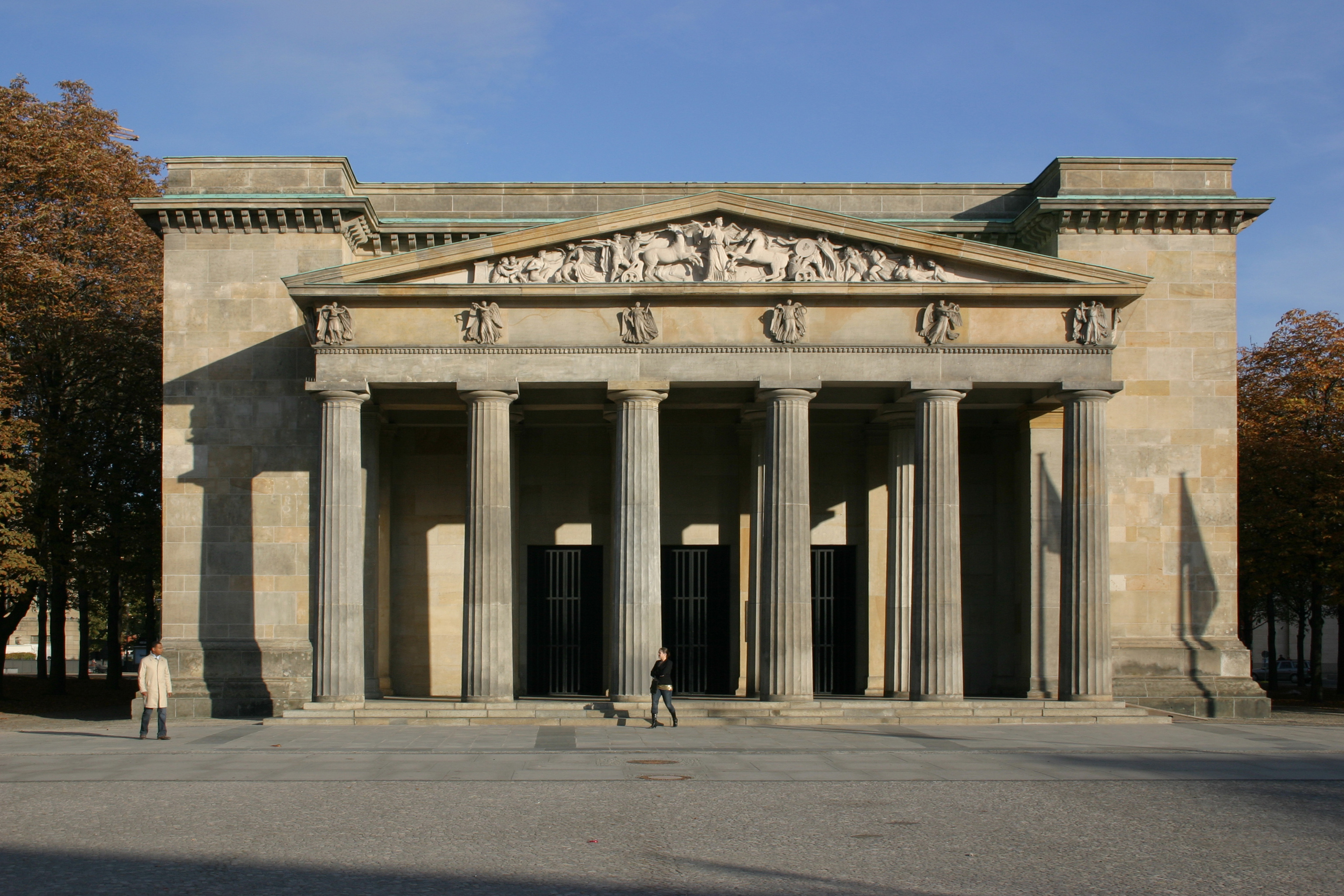
Die Neue Wache in Berlin

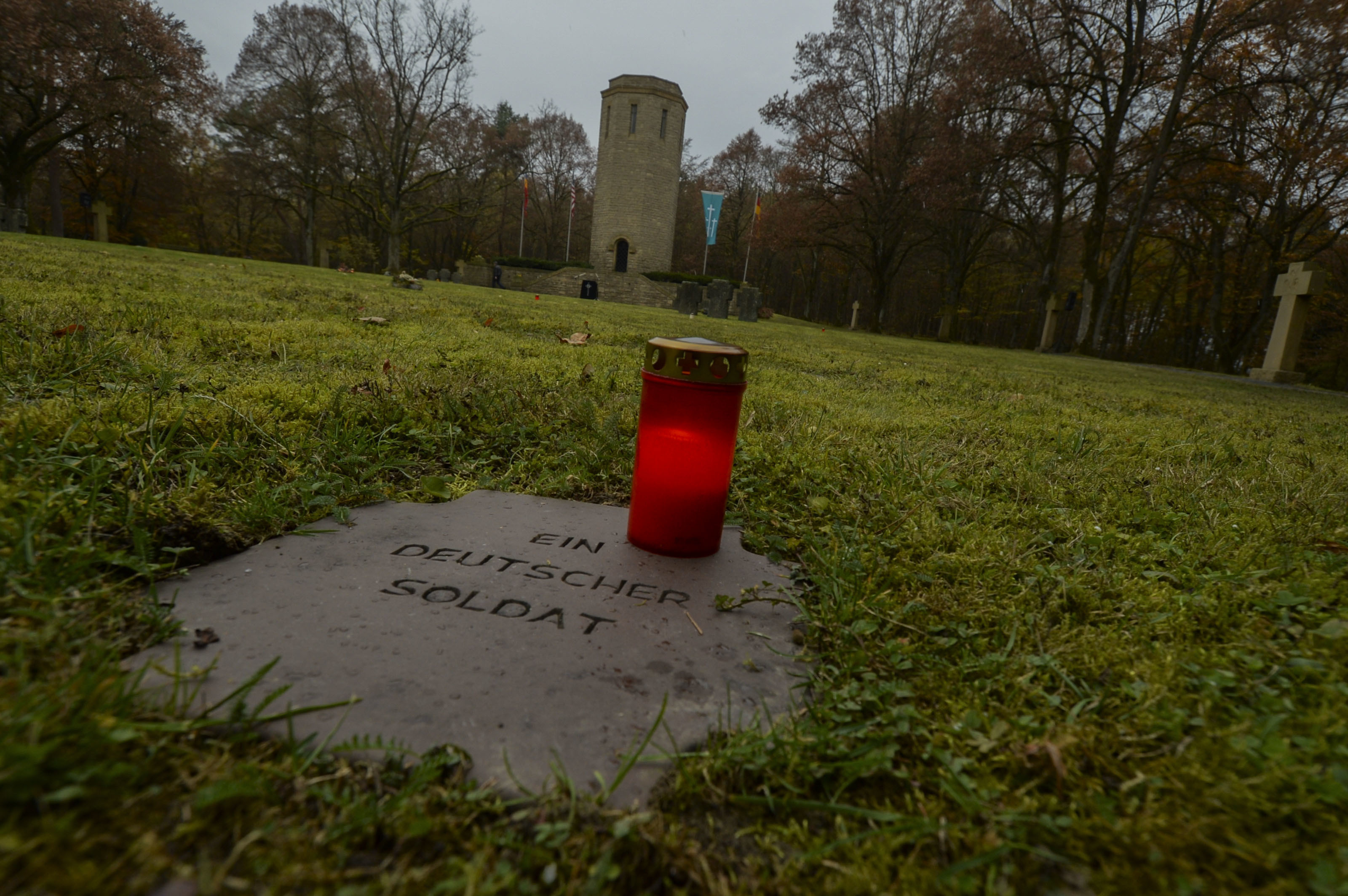
Grab eines unbekannten deutschen Soldaten, Kriegsgräberstätte Bitburg-Kolmeshöhe

In Deutschland dient die Neue Wache in Berlin als zentrale Gedenkstätte für die Opfer von Krieg und Gewaltherrschaft. Hier werden bei Staatsbesuchen Kränze niedergelegt.
Die Neue Wache diente zunächst als Gedenkstätte für die Gefallenen der Koalitionskriege gegen Napoléon I., ab 1931 für die Gefallenen des Ersten Weltkriegs.
1960 widmete die Regierung der DDR die wiederaufgebaute Neue Wache den „Opfern von Faschismus und Militarismus“. Seit 1969 ist sie das Grabmal eines unbekannten deutschen Soldaten und eines unbekannten KZ-Häftlings.
1993 widmete die Regierung der Bundesrepublik Deutschland die Neue Wache dem Gedenken der „Opfer von Krieg und Gewaltherrschaft“.

## Frankreich

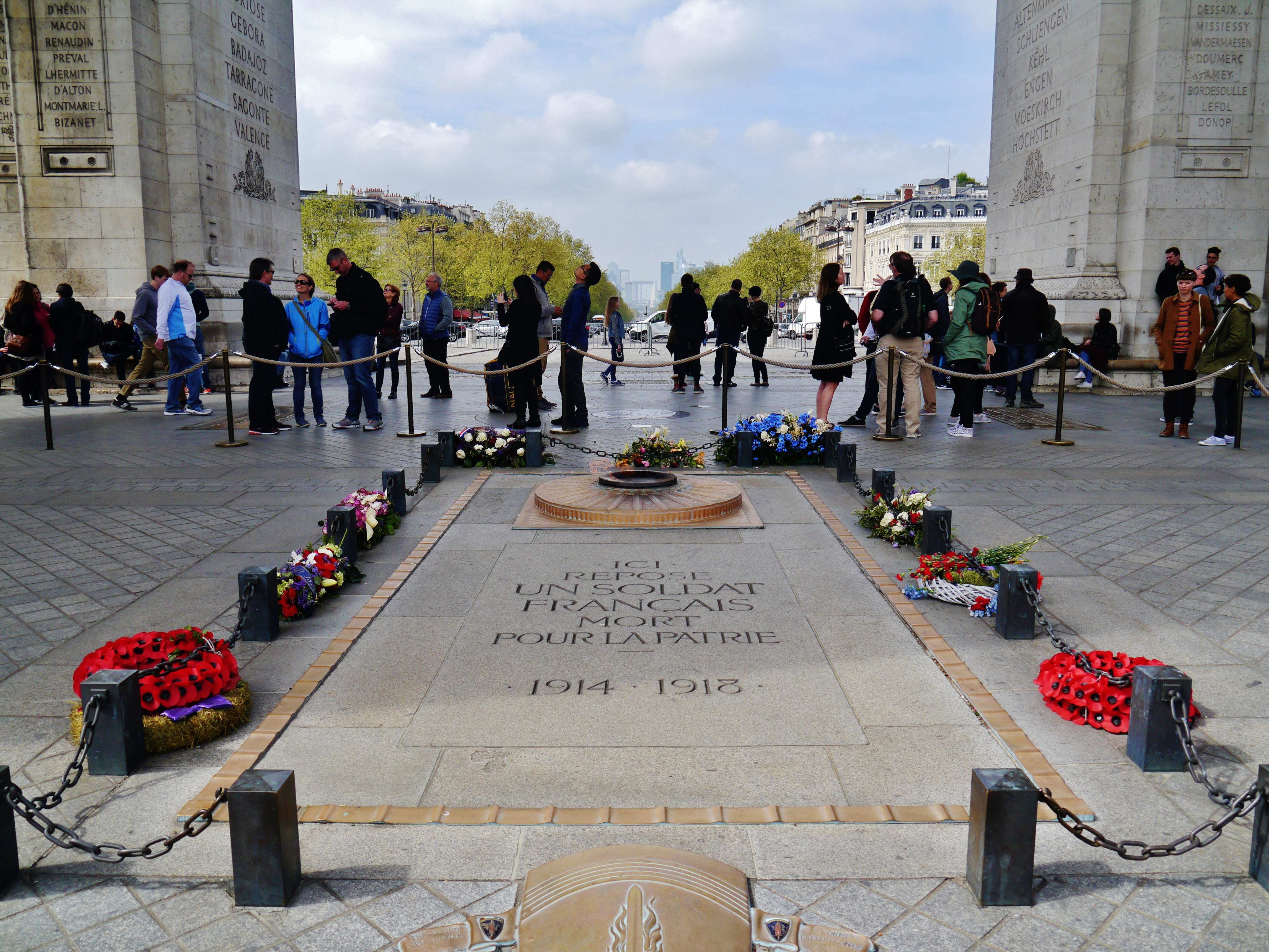
Grabmal des unbekannten Soldaten unter dem Triumphbogen in Paris

Im Ersten Weltkrieg war das Recht der gefallenen Soldaten auf ein individuelles Grab zwar anerkannt; allerdings waren unter den Bedingungen dieses Krieges viele Leichen Gefallener physisch vernichtet worden und damit nicht mehr zu identifizieren bzw. überhaupt unauffindbar. Aus diesem Dilemma fand Frankreich als erstes einen Ausweg. Am 11. November 1920 wurde unter dem Triumphbogen der Leichnam eines anonymen Soldaten bestattet, der in der Schlacht um Verdun gefallen war.
Die Maßnahme war in der Nationalversammlung sehr umstritten. Die parlamentarische Linke wollte den unbekannten Soldaten lieber im Panthéon bestatten, wo traditionell die Helden der Republik geehrt wurden. Der Platz unter dem Triumphbogen schien ihnen den Kriegsruhm unangemessen zu betonen. Um der Linken entgegenzukommen, wurde am gleichen Tag das Herz Léon Gambettas, der im Deutsch-Französischen Krieg (1870/71) den nationalen Widerstand organisiert hatte, in das Pantheon überführt. Das Grabmal wurde von Angehörigen und Hinterbliebenen gefallener Soldaten angenommen. Sie besuchen es bis heute, um dort ihrer Trauer Ausdruck zu verleihen.
Unklar ist die Herkunft des Soldaten. 1925 behauptete die Zeitschrift „Der Stahlhelm“, dass es sich bei dem unbekannten Soldaten um den Deutschen August Schultz aus Württemberg handle, ohne Belege dafür zu liefern. Tatsächlich ist der dort Beigesetzte eindeutig ein französischer Soldat; der 21-jährige Soldat Auguste Thin durfte seinerzeit einen von acht französischen Gefallenen auswählen, die aus verschiedenen Kampfabschnitten der Westfront nach Verdun gebracht worden waren.
Auch während der deutschen Besetzung von Paris brannte die Flamme am Grab des unbekannten Soldaten ohne Unterbrechung weiter, und vor dem Grabmal zog eine Ehrenwache der Wehrmacht auf.

## Gambia
In Gambia befindet sich das Grabmal des unbekannten Soldaten unmittelbar hinter dem Triumphbogen „Arch 22“ in der Hauptstadt Banjul.

## Griechenland

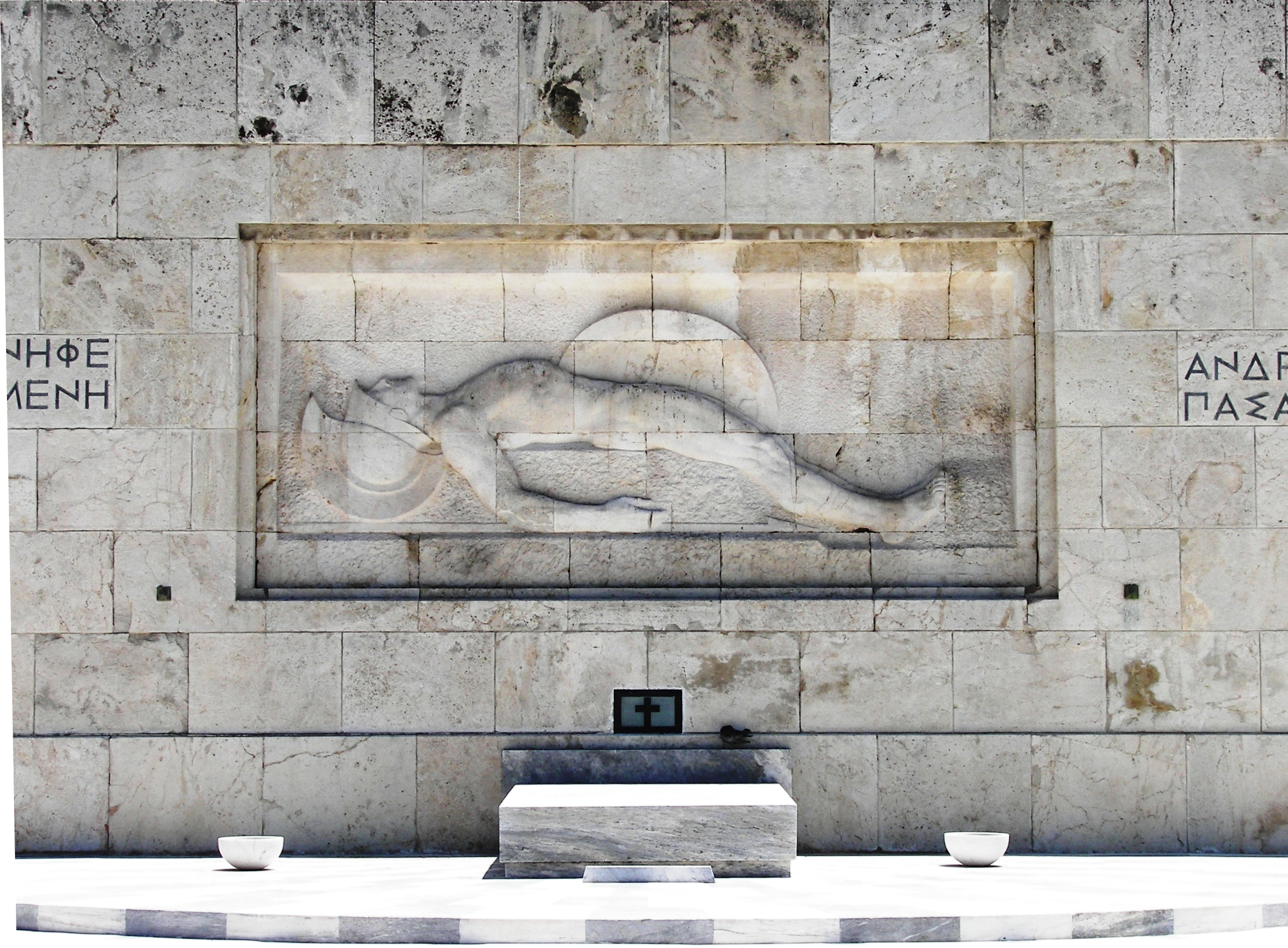
Grabmal des unbekannten Soldaten in Athen

Das Grabmal des unbekannten Soldaten liegt in Athen am Syntagma-Platz. Es wurde 1923 am Parlamentsgebäude errichtet.
Stündlich findet ein Wachwechsel der Evzonen statt. An Sonn- und Feiertagen wird die Wachablösung um 11:00 Uhr mit einer Parade der Evzonen und einer Militärkapelle zelebriert. Diese beginnt hinter dem Parlamentsgebäude am Lager der Evzonen und führt durch die Vassilissis Sofias Allee zum Grabmal des unbekannten Soldaten, wo der Wachwechsel stattfindet. Die Leoforos Vasilissis Sofias und die Leoforos Vasilissis Amalias werden zu diesem Anlass etwa 10 Minuten lang für den Verkehr gesperrt.

## Italien

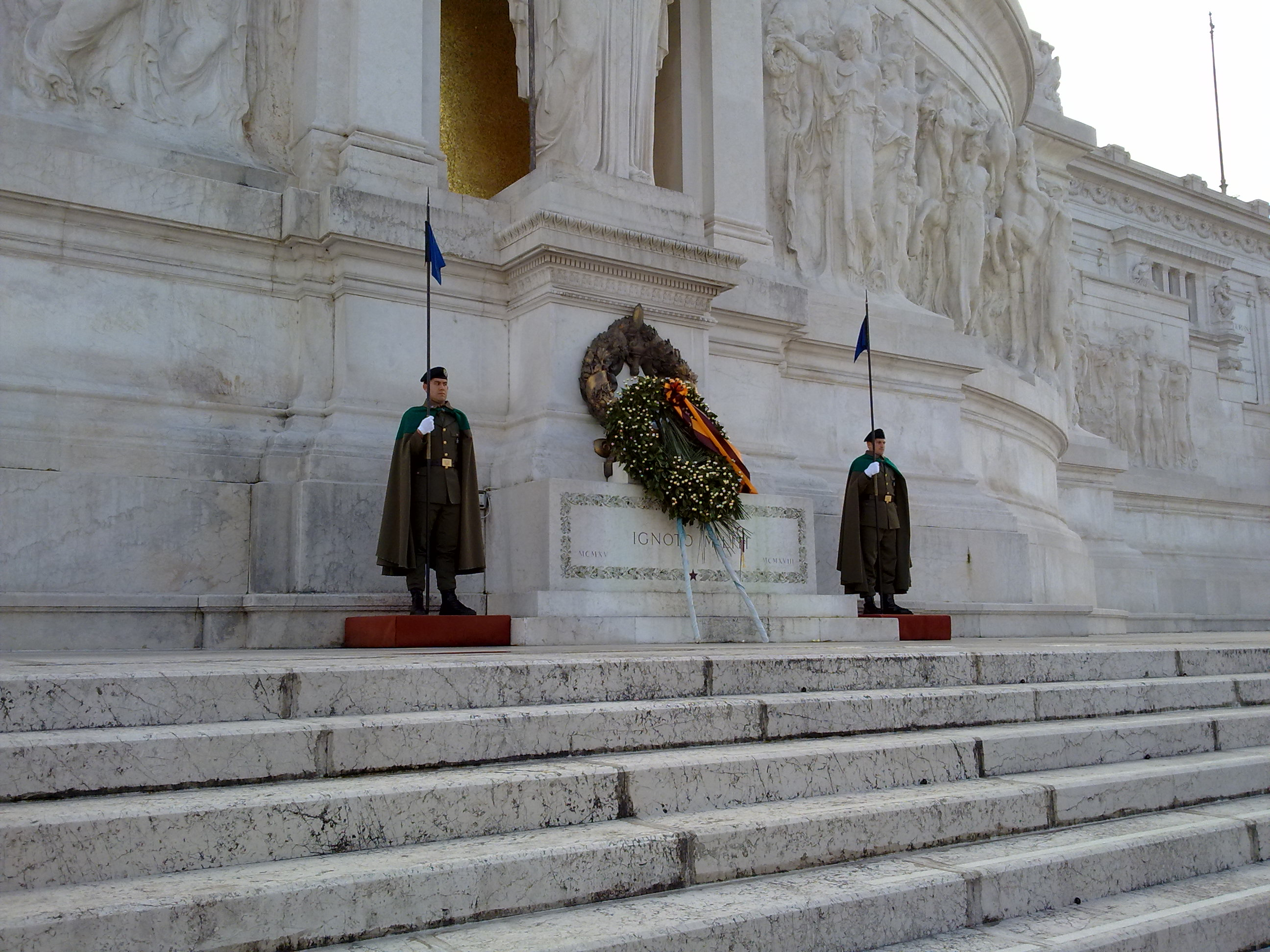
Grab des unbekannten Soldaten im Monumento Vittorio Emanuele II

Das Grabmal des unbekannten Soldaten befindet sich im Monumento Vittorio Emanuele II (Vittoriano) in Rom. General Giulio Douhet schlug am 24. August 1920 den Bau des Grabmals im Pantheon vor, das Parlament beschloss dann am 4. August 1921 einstimmig den Vittoriano als Standort. Eine Kommission wählte elf unbekannte italienische Gefallene des Ersten Weltkriegs aus, von denen Maria Bergamas aus Triest, Mutter eines gefallenen Kriegsfreiwilligen, in der Basilika von Aquileia am 28. Oktober 1921 einen für das Grabmal bestimmen sollte. Da sie vor dem zehnten Sarg zusammenbrach, wurde dieser genommen und vom 29. Oktober bis zum 2. November 1921 per Bahn in langsamen Tempo unter großer öffentlicher Anteilnahme nach Rom gebracht und am 4. November im Vittoriano beigesetzt. Das Grabmal befindet sich unter dem Reiterstandbild König Viktor Emanuels II.; auf der Außenseite ist stets eine Ehrenwache, im Inneren des Monuments ist das Grabmal Teil einer Krypta. An der Außenseite des Grabmals erfolgen an bedeutenden Feiertagen und bei Staatszeremonien Kranzniederlegungen.

## Japan
Das Grabmal des unbekannten Soldaten wurde 1959 auf dem Nationalfriedhof Chidorigafuchi errichtet und beherbergt die sterblichen Überreste von mehr als 358.260 nicht mehr identifizierbaren Kriegstoten – hauptsächlich Soldaten, aber auch Zivilisten, die außerhalb des Landes starben.
In Ogose wurde 1955 auf Veranlassung des Vizepräsidenten des Präfekturparlaments Saitama das „Grabmal des unbekannten Soldaten der Welt“ (世界無名戦士之墓 Sekai mumei senshi no haka) errichtet, in dem der 2,5 Millionen gefallenen Soldaten des Zweiten Weltkriegs aus mehr als 60 Nationen gedacht wird.

## Österreich

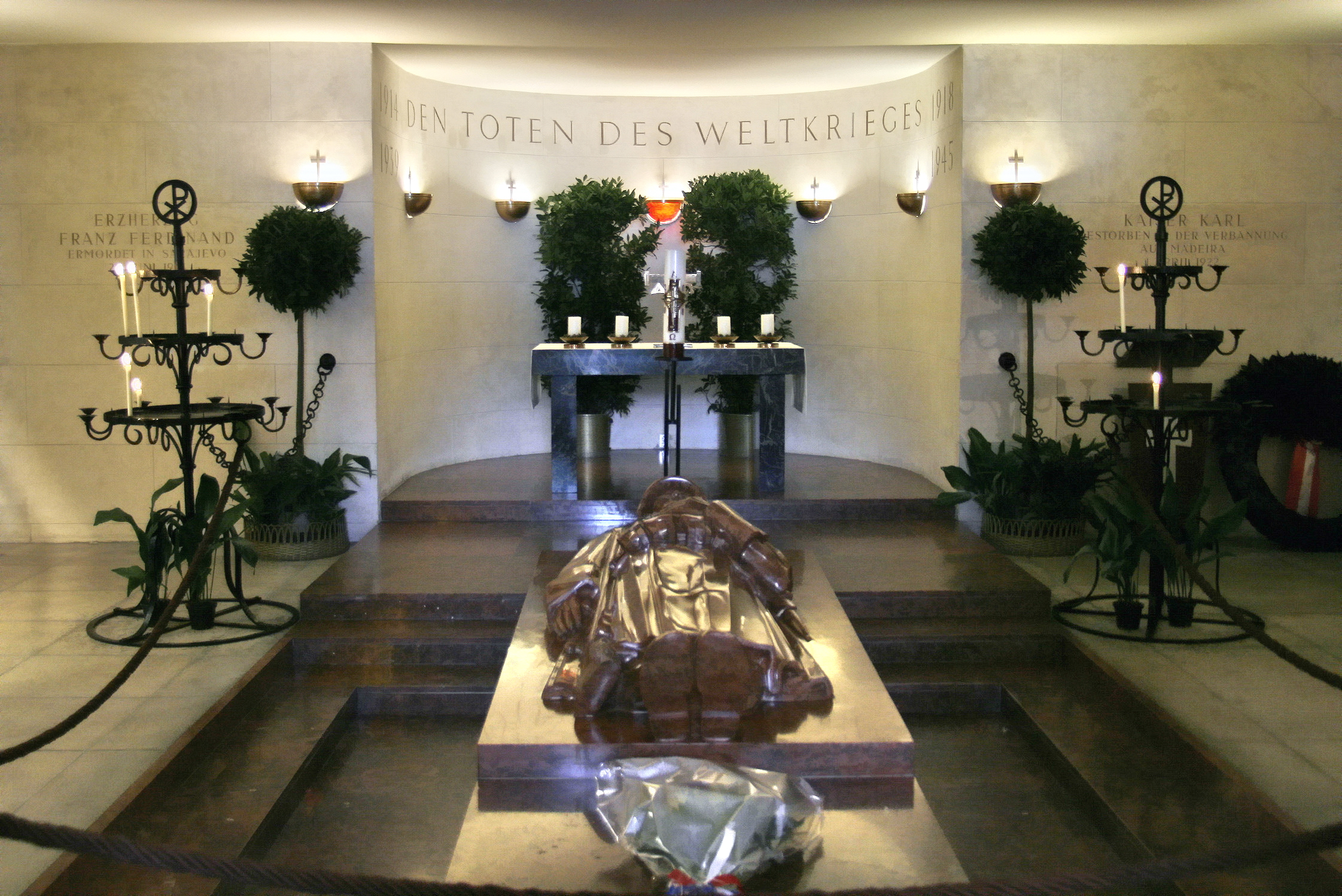
Krypta mit Kenotaph

Das Grabmal des unbekannten Soldaten befindet sich in der Krypta im Äußeren Burgtor des Wiener Heldenplatzes. Hier wird regelmäßig am 26. Oktober, dem Nationalfeiertag, der Gefallenen und Vermissten der beiden Weltkriege gedacht.

## Polen

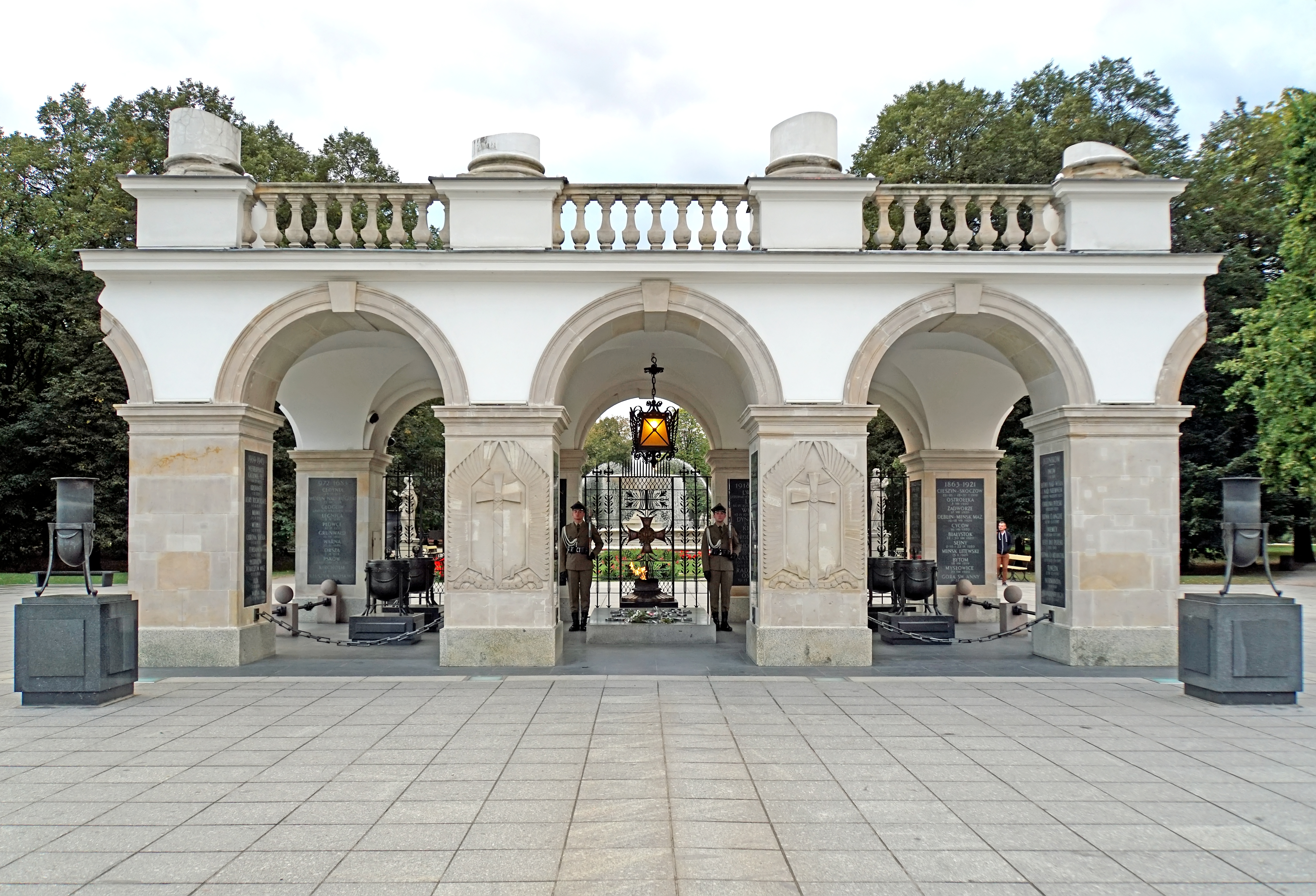
Das Grabmal des unbekannten Soldaten in Warschau

In Warschau wurde 1925 das Grabmal des unbekannten Soldaten im ehemaligen Sächsischen Palais auf dem Piłsudski-Platz eingebaut und eine Ehrenwache dafür eingeführt. Gegen Ende des Zweiten Weltkriegs wurde das Palais beim Rückzug von der deutschen Wehrmacht zerstört, lediglich der Gebäudeteil mit dem Grabmal blieb einigermaßen erhalten und konnte wieder restauriert werden. In späteren Jahren wurde zusätzlich eine Ewige Flamme angezündet.

## Russland

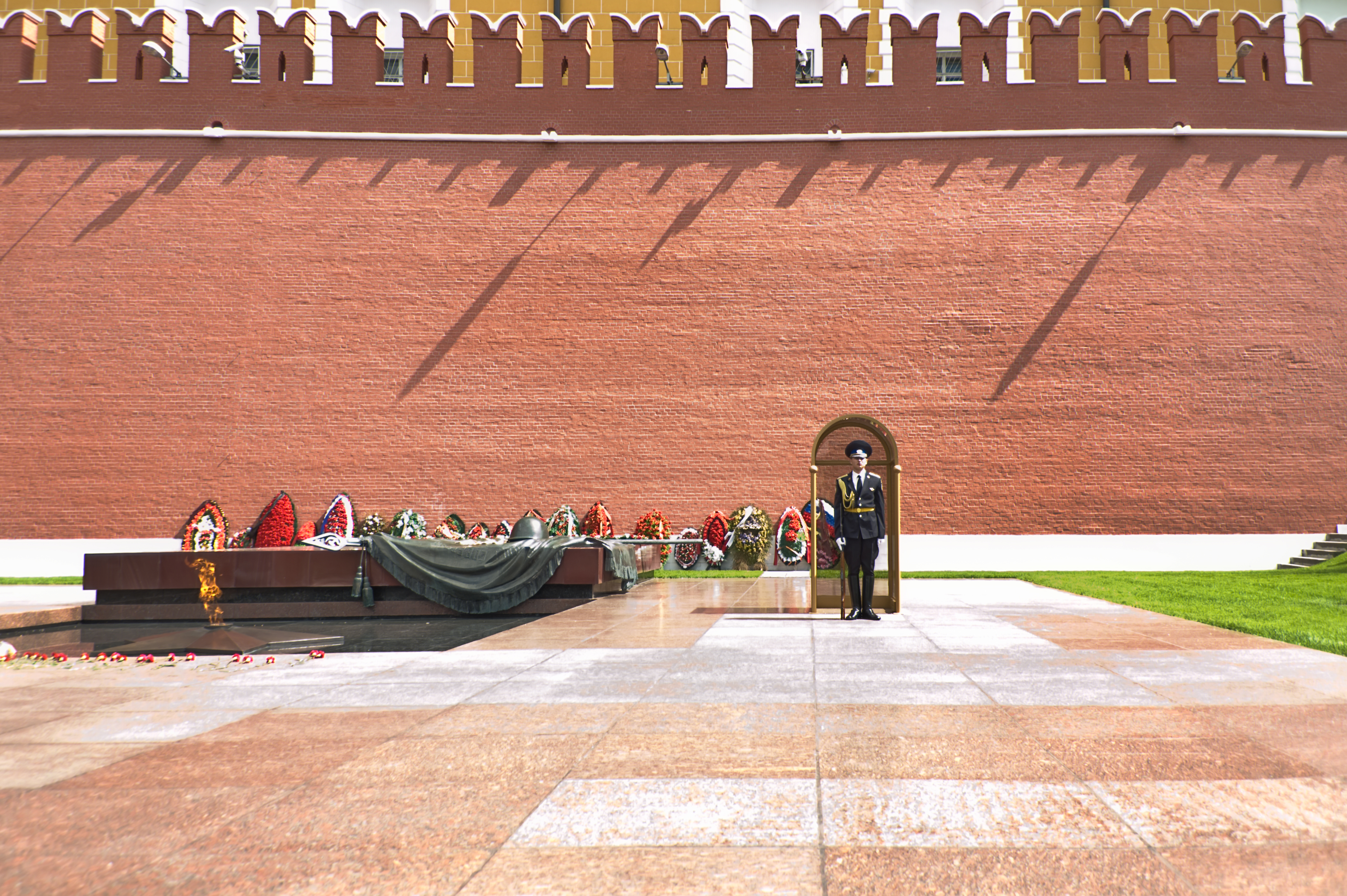
Grabmal des unbekannten Soldaten (Moskau)

Das Moskauer Grabmal des unbekannten Soldaten befindet sich im Alexandergarten am Kreml. Hier wird der sowjetischen Gefallenen des Zweiten Weltkrieges gedacht. Seit 1997 gibt es eine Ehrenwache, die jede Stunde gewechselt wird. Es ist Tradition frisch verheirateter Paare, am Grabmal einen Blumenstrauß niederzulegen und der Ahnen zu gedenken.

## Serbien

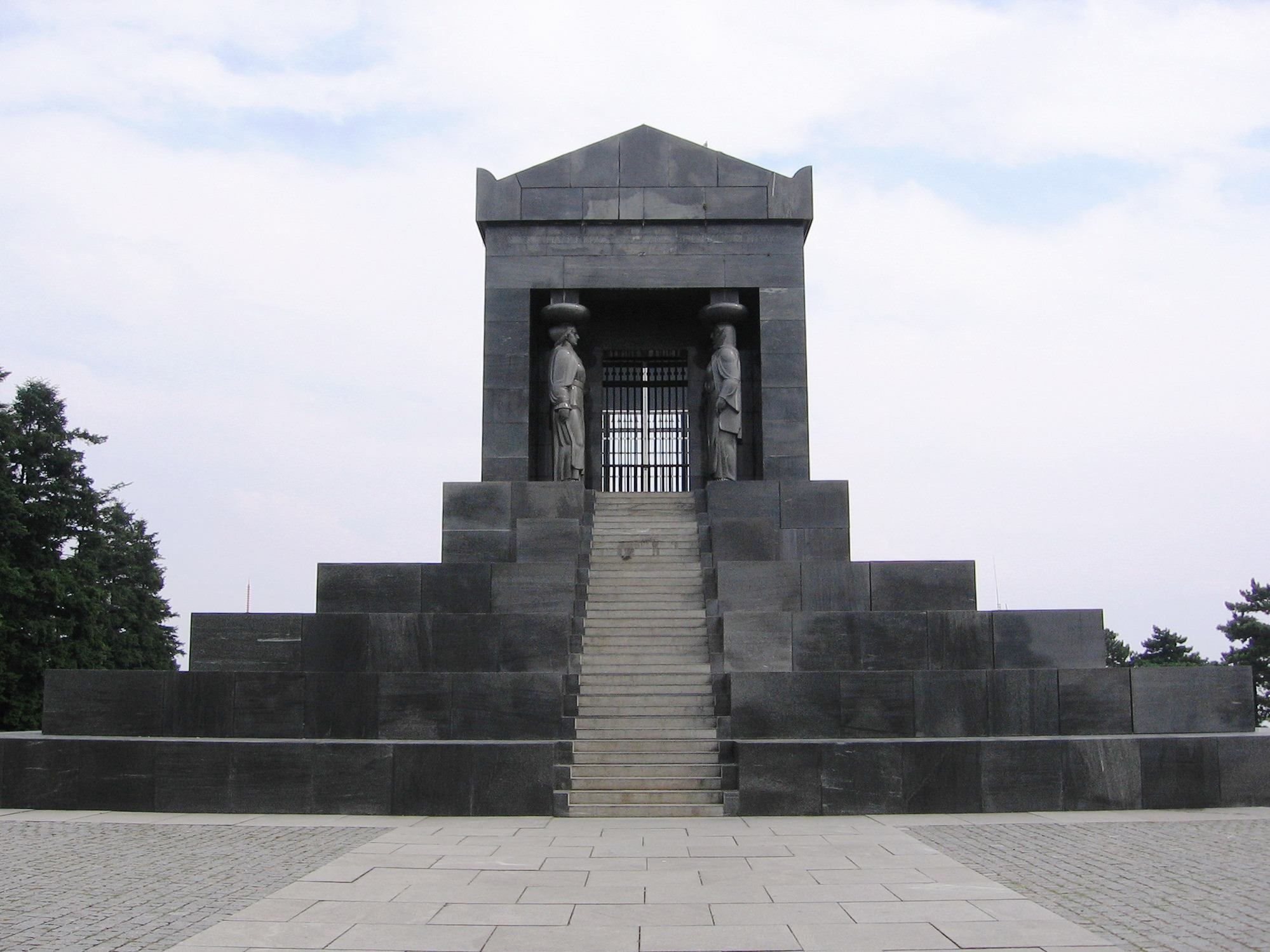
Monument des Unbekannten Soldaten auf der Avala

Das Denkmal des Unbekannten Soldaten auf der Avala wurde zwischen 1934 und 1938 vom kroatischen Bildhauer Ivan Meštrović im Auftrag von Alexander I. auf der Avala im Südosten von Belgrad errichtet.

## Tschechien
Das Grabmal des unbekannten Soldaten des tschechischen Volkes mit einer Gedenkstätte für die Gefallenen befindet sich in Prag beim Nationaldenkmal am Veitsberg.

## Ukraine
Ein Grabmal des unbekannten Soldaten befindet sich in Lemberg und in Kiew, wo es im Park des Ewigen Ruhmes vor einem Obelisken angeordnet ist. In Kiew ist es üblich, bei einer traditionellen Hochzeit Blumen am Grab des unbekannten Soldaten niederzulegen. In Odessa gibt es seit 1960 ein Grabmal des unbekannten Matrosen.

## Vereinigtes Königreich
In Großbritannien befindet sich das Grabmal des unbekannten Soldaten im Eingangsbereich der Westminster Abbey im Mittelgang, so dass jeder – auch die Mitglieder der königlichen Familie bei offiziellen Anlässen – um das Grab herumgehen und ihm so seine Ehre erweisen muss. Seit 1919 ehrt der Britische Monarch an dem Sonntag, der dem 11. November am nächsten liegt, die Gefallenen am Cenotaph im Londoner Stadtteil West End. Beide Orte sind mit künstlichen Mohnblumen, sogenannten remembrance poppies, geschmückt, die im kollektiven Gedächtnis der Briten mit den vier Flandernschlachten verbunden sind.

## Vereinigte Staaten von Amerika

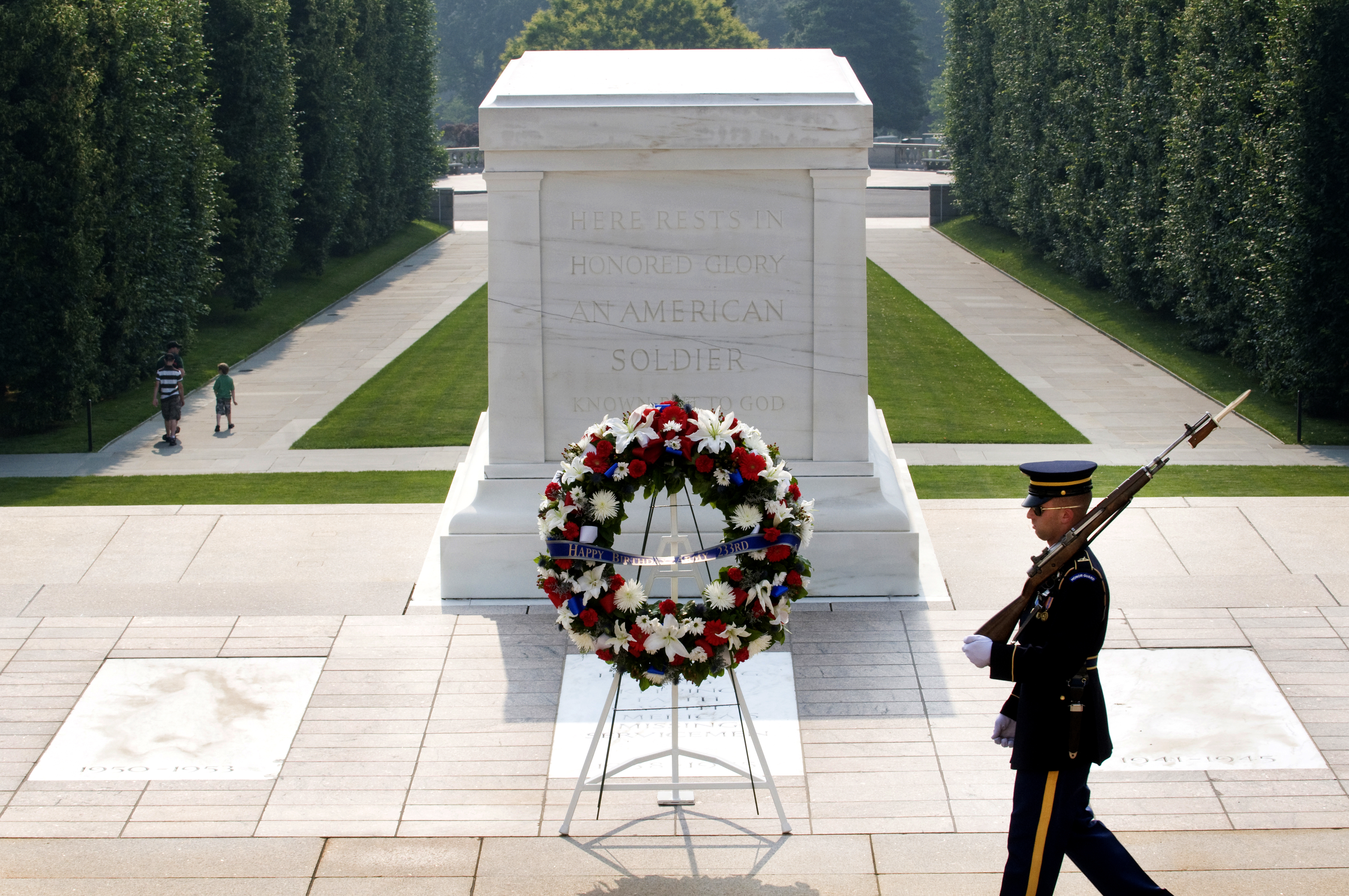
Grab des unbekannten Soldaten auf dem Nationalfriedhof Arlington

Das zentrale Grabmal des unbekannten Soldaten befindet sich auf dem Arlington National Cemetery in Arlington. Der Wachwechsel ist halbstündlich im Sommer, stündlich im Winter.
Die Kriegsgräberkommission (American Battle Monuments Commission, ABMC) gibt zur Beschriftung der Gräber unbekannter Soldaten auf den verschiedenen amerikanischen Kriegsfriedhöfen des Zweiten Weltkriegs diesen Hinweis: bei unbekannter Herkunft eines Gefallenen trägt der Grabstein an Stelle der Formulierung „Here Rests in Honored Glory an American Soldier Known but to God“ die Worte „Here Rests in Honored Glory a Comrade in Arms Known but to God“.